# 辻本史邑
辻本 史邑（つじもと しゆう、明治28年（1895年）5月3日 - 昭和32年（1957年）12月22日）は、奈良県出身の書家。名は勝巳、字は士礼といい、史邑は号、別号に寧楽庵主人、江村がある。

## 業績
書は各体ともによく、清朝の書風に傾倒した艶麗な作品を数多く残した。
日本書芸院の設立に力を注ぎ、寧楽書道会を興して雑誌『書鑑』を発行、また、『昭和新撰碑法帖大観』（全36冊）を発行して古典の普及を図るなど、戦前戦後にかけて後進の指導に果たした功績は大きく、関西書壇の興隆に貢献した。
大阪市立東洋陶磁美術館前にある関市長顕彰碑は史邑の書による。
門弟
今井凌雪、村上三島、辻本翔鶴、原田観峰、辻本九華、谷辺橘南、広津雲仙、岡本松堂、森田翠香などの人材を育成した。

## 略歴
吉田熊吉の二男として生まれ、のち、辻本家を継いだ。幼い頃、書を桑山兼山に学び、大正4年（1915年、20歳）奈良師範学校を卒業後、付属小学校訓導となる。3年後、文検（文部省教員検定試験）習字科に合格し、奈良師範学校、県立奈良中学校の教諭となるが、昭和3年（1928年、34歳）教職を辞め、書道研究に専念した。
近藤雪竹、中村春堂、井原雲涯、丹羽海鶴、山本竟山、比田井天来、尾上柴舟に書を学び、日展参事、日本書道連盟関西総支部長、日本書芸院会長などを歴任。昭和28年（1953年、58歳）日本芸術院賞を受賞した。

## 年譜
- 1895年、奈良県磯城郡に生まれる。
- 1915年、奈良師範学校（現奈良教育大学）を卒業。
- 1918年、文検習字科に合格。
- 1928年、日本書道作振会幹事となる。
- 1930年、山本竟山と共に中国各地を歴訪。
- 1939年、尾上柴舟と共に関西方面各地で書道大講習会を開催。
- 1946年、日本書道院結成、執行委員長となる。
- 1947年、日本書道院会頭（初代）となる。
- 1948年、日展に書が加わり、初代審査員となる。
- 1949年、日本書道院が日本書芸院に改称、会頭となる。
- 1950年、日展参事、奈良学芸大学講師となる。
- 1953年、日本芸術院賞を受賞。
- 1954年、日本書道連盟関西総支部長となる。
- 1955年、日本書芸院会長となる。
- 1956年、朝日新聞社主催「現代書道二十人展」に作品を出品。
- 1957年、心臓喘息のため永眠。享年63。

## 開催した主な書道展
- 第1回〜第4回史邑一門習作展（1938年 - 1941年）
- 寧楽書道展（1938年）
- 史邑百品展（1939年）
- 還暦六十一作展、史邑一門展（1955年）

## 主な著書
- 『小学校書方練習手本』（1932年）
- 『漢字教育の根本的革新』（1932年）
- 『三体千字文』（1933年）
- 『国民習字教範』（1933年）
- 『昭和新撰碑法帖大観』（全36冊、1935年 - 1939年）
- 『求古指針』（1938年）